# Bělehradská demonstrace (1991)

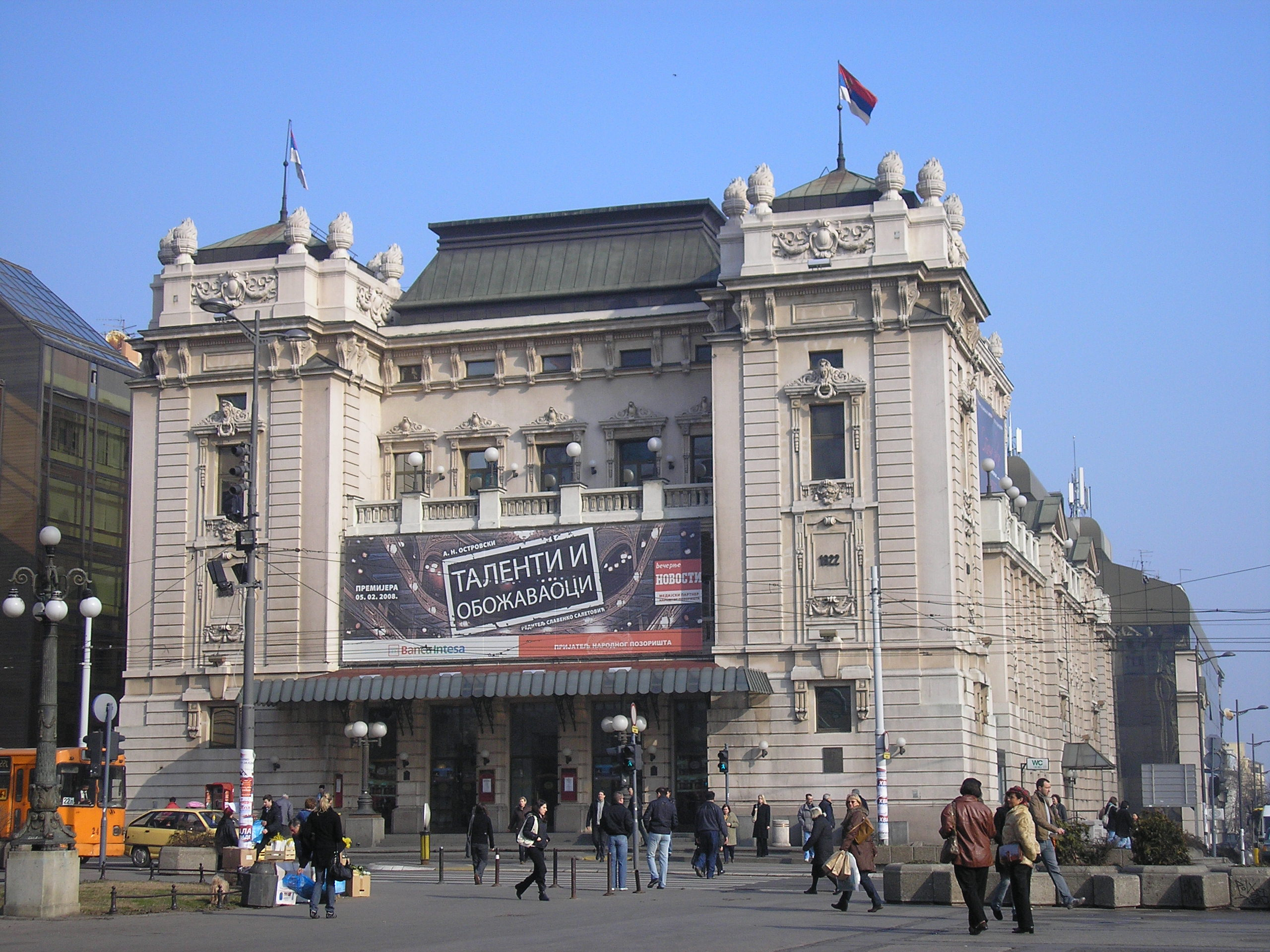
Národní divadlo v Bělehradě

V období rozpadu Jugoslávie v roce 1991 a rostoucí moci Slobodana Miloševiće se začala formovat stále silnější skupina odpůrců vedení státu. K prvnímu veřejnému protestu proti tehdejšímu vůdci Socialistické strany došlo 9. března 1991 v Bělehradu.
V situaci, kdy státní televize Radiotelevizija Srbije odmítla zveřejnit stanovisko opozičního bloku, se rozhodl Vuk Drašković - opoziční předák - zorganizovat mítink na hlavním náměstí Republiky (trg Republike). Zásadním požadavkem protestujících bylo odstoupení ředitele státní televize a čtyř konkrétních redaktorů.
Z terasy národního divadla, jehož budova byla zcela obklopena davy lidí, se pokoušeli lídři opozice promluvit, avšak milice se snažila shromáždění rozehnat. Později byla nasazena i vodní děla a zásah si vyžádal i oběti: na každé straně jednu - mezi demonstranty to byl Branislav Milinović a mrtvým milicionářem pak Nedeljko Kosović.
V ulicích hlavního města Bělehradu se objevily i tanky Jugoslávské lidové armády. Armáda byla do ulic metropole poslána na základě rychlého jednání Předsednictva SFRJ, kde ze sedmi hlasů schválilo nasazení vojska celkem pět (slovinští a chorvatští zástupci se hlasování zdrželi). Zastaveno bylo vysílání nezávislých stanic B-92 a NTV Studio B. Slobodan Milošević promluvil v televizi a o protestujících se vyjádřil jako o "silách chaosu a bláznovství (snage haosa i bezumlja).
Podle zpráv státní televize RTS se účastnilo protestu několik tisíc demonstrantů, nezávislá média informovala o padesáti tisících lidech. Demonstrace se účastnilo 40 000 lidí. Někteří protestující pokračovali ulicemi města dále za zpěvu písně Give Peace A Chance.
Jako odpověď na přítomnost tanků v centru Bělehradu vyšli 10. března 1991 studenti do ulic. Na Brankově mostu na ně už čekaly policejní oddíly, které nasadily slzný plyn a zmlátily několik lidí. Zoran Đinđić se pokusil vyjednávat s policií, aby zhruba pětitisícovou skupinu pustila na demonstraci k terazijské fontáně.
Skupina demonstrantů následně formulovala nových 8 požadavků. Kromě odchodu ředitele a redaktorů televize žádali také rezignaci ministra policie Radmila Bogdanoviće a obnovení provozu v nezávislých médiích B92 a NTV Studio B. Podle zpráv druhé z uvedených stanic se shromáždilo nyní v ulicích města asi 20 tisíc lidí.
Oficiální režim reagoval 11. března 1991 shromážděním na Ušći, konaným pod názvem "Za obranu republiky, ústavnost, svobodu a demokracii". Dav příznivců Slobodana Miloševiće skandoval "Slobo, slobodo", "Ubice, fašisti", "Ne damo Kosovo", "Ustaše, ustaše", "Sudite Vuku". Promluvilo několik loajálních politiků i akademiků. Padla i ostrá slova na adresu studentů - například o chuligánech a vyřizování účtů s nimi.